# مسجد شير شاه صوري
مسجد شير شاه صوري المعروف أيضا باسم مسجد شير شاه ، هو مثال حي على النمط الأفغاني في الهندسة المعمارية، بني مسجد شير شاه صوري في الفترة بين عام 1540 وعام 1545 لإحياء مواقعه، يقع المسجد في الجنوب الغربي من زاوية بوراب دروزة بالقرب من دولابور في مدينة باتنا في ولاية بهار.

## العمارة
بني المسجد على الطراز المعماري الأفغاني، وهو واحد من العديد من المساجد التاريخية في الهند ومعلما من معالم مدينة باتنا، هناك قبر داخل مجمع المسجد التي تغطيه بلاطة حجرية مثمنة، لكن جاذبية مسجد شير شاه صوري هي القبة المركزية التي تقع في منتصف السقف وتحيط بها أربع قباب صغيرة، الجزء الفريد من التصميم هو أنه إذا عرضت القبة من أي زاوية فسوف تبدو أن هناك ثلاث قباب فقط .

## وصلات خارجية
- موقع المسجد